# Saj-Utes
Saj-Utes (ryska: Сай-Утес) är en ort i Kazakstan. Den ligger i oblystet Mangghystau, i den västra delen av landet, 1 500 km sydväst om huvudstaden Astana. Saj-Utes ligger 228 meter över havet och antalet invånare är 1 571.
Terrängen runt Saj-Utes är platt, och sluttar västerut.  Trakten runt Saj-Utes är nära nog obefolkad, med mindre än två invånare per kvadratkilometer. Trakten runt Saj-Utes består i huvudsak av gräsmarker.